# Carola Schapals
Carola Schapals (* 1954 in Wilhelmshaven) ist eine deutsche Malerin.

## Leben
Von 1974 bis 1982 studierte Carola Schapals Freie Malerei an der Hochschule für Bildende Künste in Hannover (heute Hochschule Hannover) und an der Hochschule für Künste Bremen. Sie lebt und arbeitet in Bremen, temporär in den Niederlanden und im europäischen Ausland.

## Werk
Zu den Hauptthemen von Schapals Werk gehören Natureindrücke, Architektur und deren thematische Verschmelzung.

## Auszeichnungen (Auswahl)
- 1987: Kulturpreis Malerei der Gemeinde Rastede[1]
- 1992: Kunst zwischen Jade und Dollart. Jahrespreis der Kunsthalle Wilhelmshaven[2]
- 1996: Wilhelmshavener Kulturaktie[2]
- 2008: Publikumspreis der Gemeinde Esens, Kunstverein Esens
- 2010: Royal Talens Award, Schilderfestival Noordwijk (Niederlande)[3]
- 2013: Award Artes Visuales Pintura, Fundación Arena, Barcelona (Spanien)
- 2014: Second Art Award Pintar Rapido, Amsterdam (Niederlande)
- 2015: Drawing Prize, Vincent van GoghHuis, inkl. Artist in Residence mit Einzelpräsentation, Zundert (Niederlande)

## Ausstellungen (Auswahl)

### Einzelausstellungen
- 1987: Münsterlandmuseum Burg Vischering (Katalog), Lüdinghausen
- 1991: Malerei mit poetischer Absicht. Kunsthalle Wilhelmshaven (Katalog), Wilhelmshaven[4]
- 1994: Kreismuseum Prinzeßhof (Katalog), Itzehoe
- 1999/2000: EXPO am Meer (Katalog) im Rahmen der EXPO 2000 in Hannover, Wilhelmshaven
- 2006: Komm doch mit. Hafenmuseum Speicher XI (Katalog), Bremen und Palais Rastede[5]
- 2016: Vincent van GoghHuis (Katalog), Zundert (Niederlande)[6]
- 2019: Want to be and stay here. Schloss Ritzebüttel, Cuxhavener Kunstverein

### Gruppenausstellungen
- 2002: Iris. Mythos – Symbol – Gestalt. Museum Zons (Katalog), Kreis Neuss[7]
- 2003: 3 x AM MEER. Mit Leonard Wübbena und Hans-Joachim Lempelius, Deutsches Schifffahrtsmuseum (Katalog), Bremerhaven
- 2015: Nieuwe Gezichten op Dordrecht. Sammlung Dirk Berghout (Katalog), Museum Dordrecht (Niederlande)[8][9]
- 2016: NordArt, Kunstzentrum in Büdelsdorf, Schleswig-Holstein[10]
- 2021: Kunstverein 68elf, Museum Zündorfer Wehrturm, Köln
- 2022: Einzelpräsentation, Kunstmaand Ameland (Niederlande)

## Veröffentlichungen/Kataloge (Auswahl)
- Carola Schapals – Ölbilder Gouachen. Münsterlandmuseum Burg Vischering, Kultur- und Presseamt Lüdinghausen 1987
- SEE(H)REISEN – Carola Schapals. Brune-Mettcker Druck, Wilhelmshaven 2000
- Komm doch mit – Schapals 2006, Hafenmuseum Speicher XI, Bremen 2006, und Palais Rastede 2007
- Painting days / Carola Schapals. Vincent van GoghHuis, Zundert (Niederlande) 2017, ISBN 978-3-00-057344-6